# Henotesia paradoxa
Henotesia paradoxa är en fjärilsart som beskrevs av Paul Mabille 1880. Henotesia paradoxa ingår i släktet Henotesia och familjen praktfjärilar. Inga underarter finns listade i Catalogue of Life.